# Buda ostroma (1849)
Buda ostroma az 1848–49-es forradalom és szabadságharc tavaszi hadjáratának csúcspontja volt, amely 1849. május 4-től május 21-ig tartott, és az ostromló magyar erők győzelmével ért véget.
Továbbá eléggé részletes leírást kaphatunk róla a Jókai Mór által írott, A kőszívű ember fiai című könyvben is, ahol a két Baradlay testvér szemszögéből írja le a történteket.

## A vár
Buda vára már az 1686-os ostrom során sem számított korszerűnek, 1848-ra pedig végképp elavulttá vált. Nem voltak közvetlen megrohanást akadályozó védművei, rendes önálló vízellátása, és a környező magaslatokról be lehetett lőni a várba. Mindezen hiányosságok ellenére hozzáértő és elszánt védők kezében csak módszeres ostrommal volt bevehető, mint azt az 1849-es ostrom kitűnően mutatja.

## Kiürítés és elfoglalás

### Buda védelmének kérdése

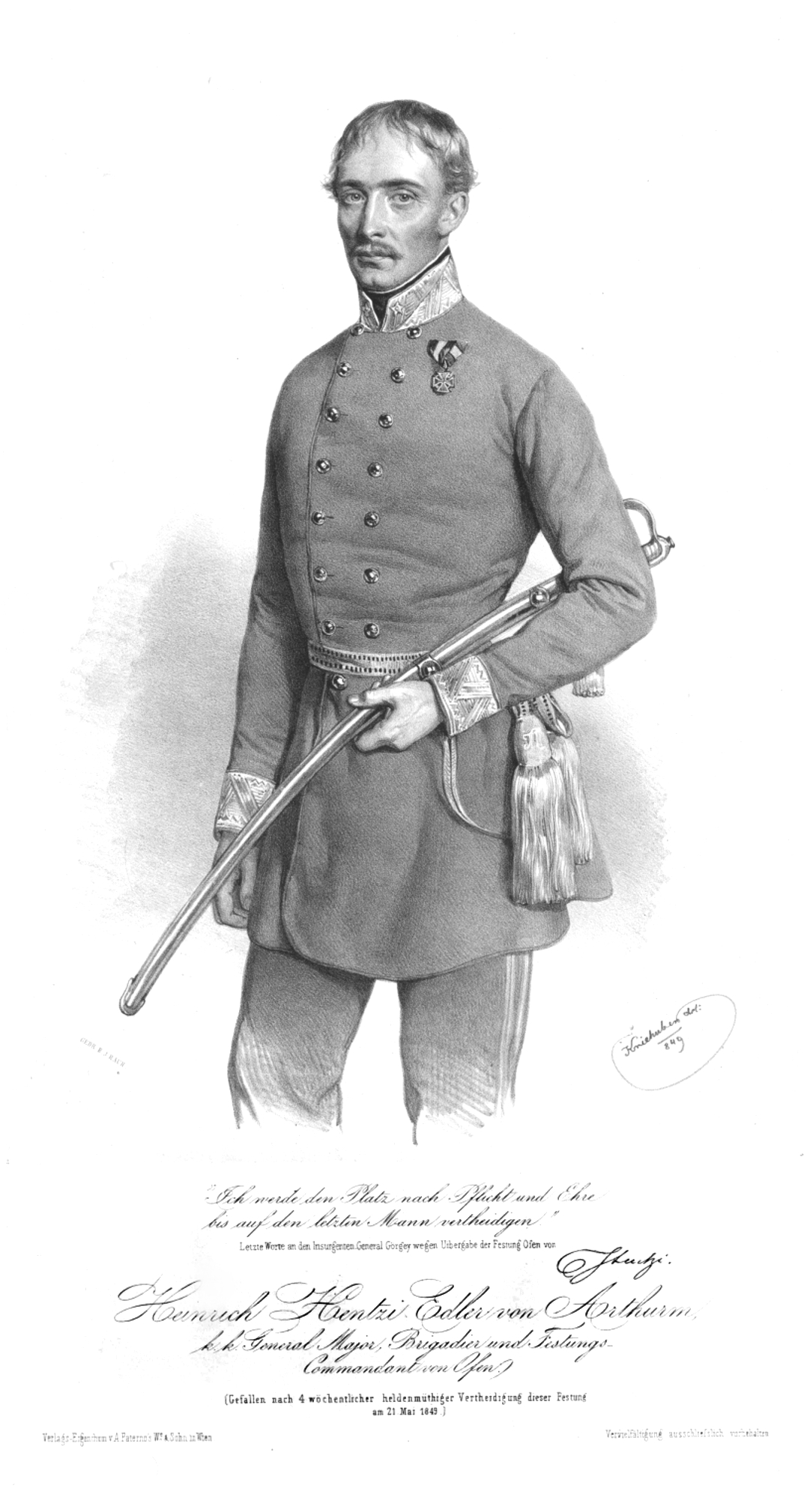
Heinrich Hentzi, a vár védőinek vezére. A döntő roham során halálos sebet kapott

A téli hadjárat során a móri ütközetben Perczel Mór hadteste katasztrofális vereséget szenvedett a Jellasics vezette cs. kir. csapatoktól, és ezzel a főváros vonalának – a Duna felső szakaszának – védelmét a magyar hadvezetés tarthatatlannak ítélte. Vetter Antal és Klapka György által 1848. december 31-én felterjesztett, téli hadjárat második szakaszára vonatkozó haditervvel egyedül Perczel Mór nem értett egyet, aki szerint Buda télen „kissé jó védelem mellett” bevehetetlen – ezért még január 1-jén javasolta Kossuthnak minden erő Budán és Pesten való összpontosítását. Egyetlen, súlyos csatavesztéssel nemrég parancsnoki renoméját vesztett tábornok szavára azonban nem hallgattak, ami érthető is volt – a túlerő igencsak nyomasztónak látszott, a visszavonulás és vereségek kimerítették és demoralizálták a csapatokat, akiknek a felkészültségével is akadtak gondok.

### Stratégiai helyzet
Ha a Duna felső szakaszának védelme nem is látszott ígéretes vállalkozásnak, Budavár védelmét mindenképpen meg lehetett volna kísérelni. Noha Windisch-Grätz fő célpontja Buda és Pest bevétele volt, fontos erőket tudott volna lekötni a főhadszíntérről (legkevesebb a feldunai hadsereget üldöző csapatokat gyengíthette volna, mint azt Lipótvár ostroma esetén is láthattuk), vagy az ostrom miatt használhatatlan várat a császári-királyi hadsereg nem védhette volna sikeresen a tavaszi hadjárat idején. Egyes mérlegelések szerint kis szerencsével még a négy hónap múlva visszatérő magyar csapatok felmentéséig is kitartott volna, ám ez elég valószínűtlennek tűnik. Figyelembe kell vennünk azt is, hogy az erőd védelmére hátrahagyott katonaság és hadianyag minden bizonnyal teljes mértékben megsemmisült vagy az ellenség kezére jutott volna, amit a magyar hadsereg az adott helyzetben nem engedhetett meg magának.

### A vár felújítása
Buda és Pest kiürítésekor tehát Buda várát is elhagyták a magyar csapatok. Windisch-Grätz a korábbi péterváradi várparancsnokot, a délvidéki erődben tanúsított megbízhatatlanságáért Pestre rendelte, majd a bevonuló cs. kir. csapatoknál szolgálattételre jelentkező Heinrich Hentzi von Arthurm vezérőrnagyot bízta meg a parancsnoksággal. Hentzi műszakilag magasan képzett tisztje volt a cs. kir. hadseregnek: Windisch-Grätz megbízására kijavíttatta a falakat és bástyákat, a vízmű védelmére egy cölöpvédművet építtetett, amelyet összekötött a Lánchíd budai hídfőjével. A falakon és a védműveken 85, majd később 92 löveget helyezett el. A várőrséget osztrák és igen nagy számban (többnyire kényszerrel besorozott) olasz katonák alkották.

## Az ostrom

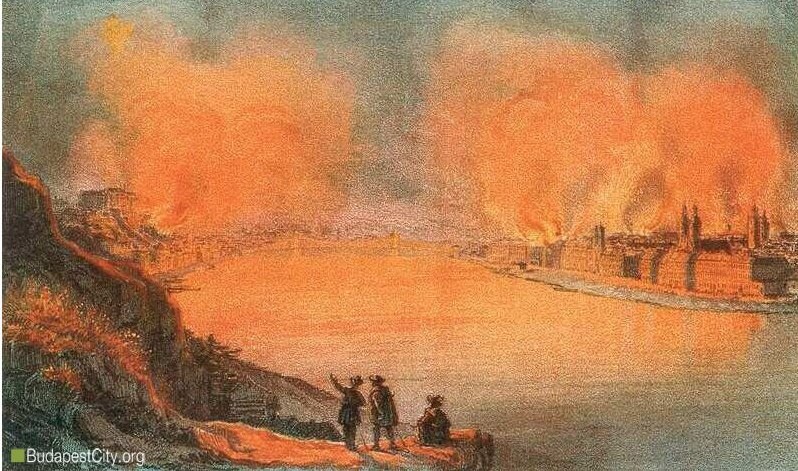
Pest bombázása (Rohm Alajos színezett litográfiája)

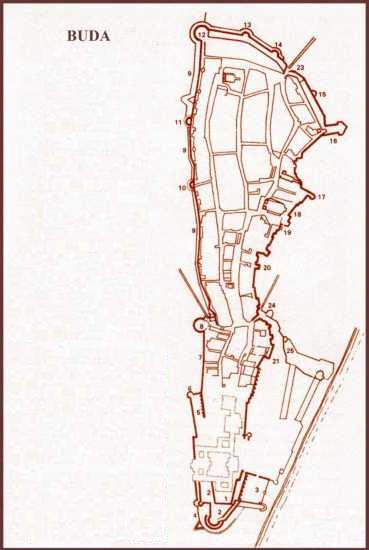
A budai vár alaprajza

A tavaszi hadjárat során, Komárom felmentése és a cs. kir. csapatok kiűzése után Buda ostroma tűnt a szabadságharc legkönnyebb győzelmének, mind a szabad főváros jelentette politikai vonzatokat, mind a várban található készletek megkaparintása által elérhető katonai eredményeket figyelembe véve. A vár alá felvonuló magyar csapatok a következőképp helyezkedtek el: a Kmety-hadosztály állt a Vízivárosban, ehhez csatlakozott a Kálvária-hegy és a Kis-Sváb-hegy közötti szakaszon Knezich Károly III. hadteste, a Kis-Sváb-hegy és a Kis-Gellért-hegy között Nagysándor József I. hadteste foglalt állást, a Kis-Gellért-hegy és a Duna közötti szakaszt Aulich Lajos tartotta megszállva a II. hadtesttel.

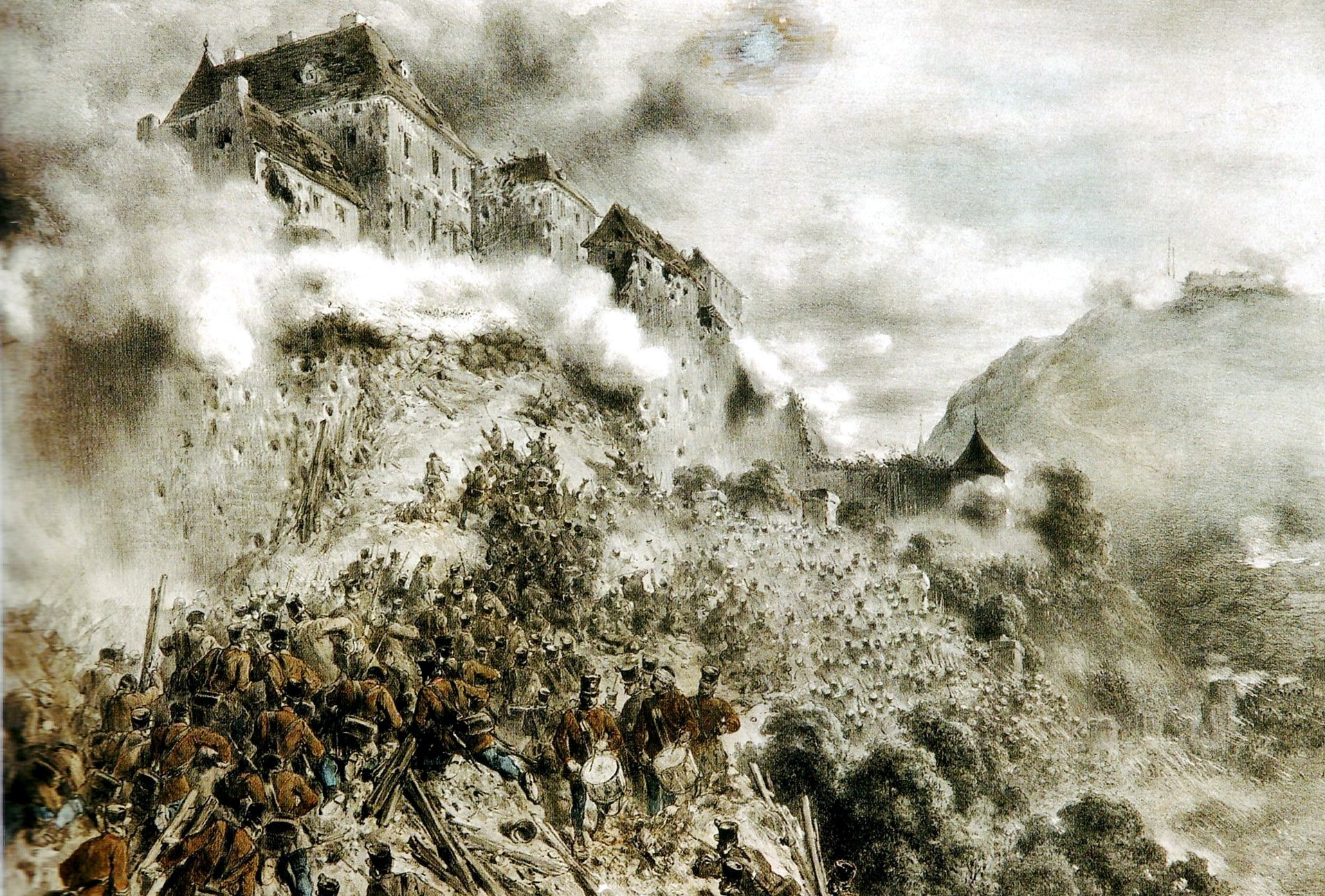
Budavár bevétele (litográfia)

Görgei 1849. május 4-én egy hadifogoly tiszt útján felszólította a védőket a megadásra, és becsületes hadifogságot kínált cserébe. Hozzátette, hogy Pest felől nem fogja ostromolni a várat, de ha Hentzi mégis lövetné Pestet, úgy ne számítson kegyelemre. Hentzi erre azt üzente, hogy ha Görgei nem hagy fel a falak lövetésével, úgy kénytelen lesz Pestet hatalmas ágyútűzzel elárasztani (Ennek később eleget is tett, és – többek között - megsemmisítette az Al-Dunasor szép klasszicista épületegyüttesét).
Ezt követően Görgei elkezdte az ostrom hadműveleteinek koordinálását.

### Roham a vízvédmű ellen

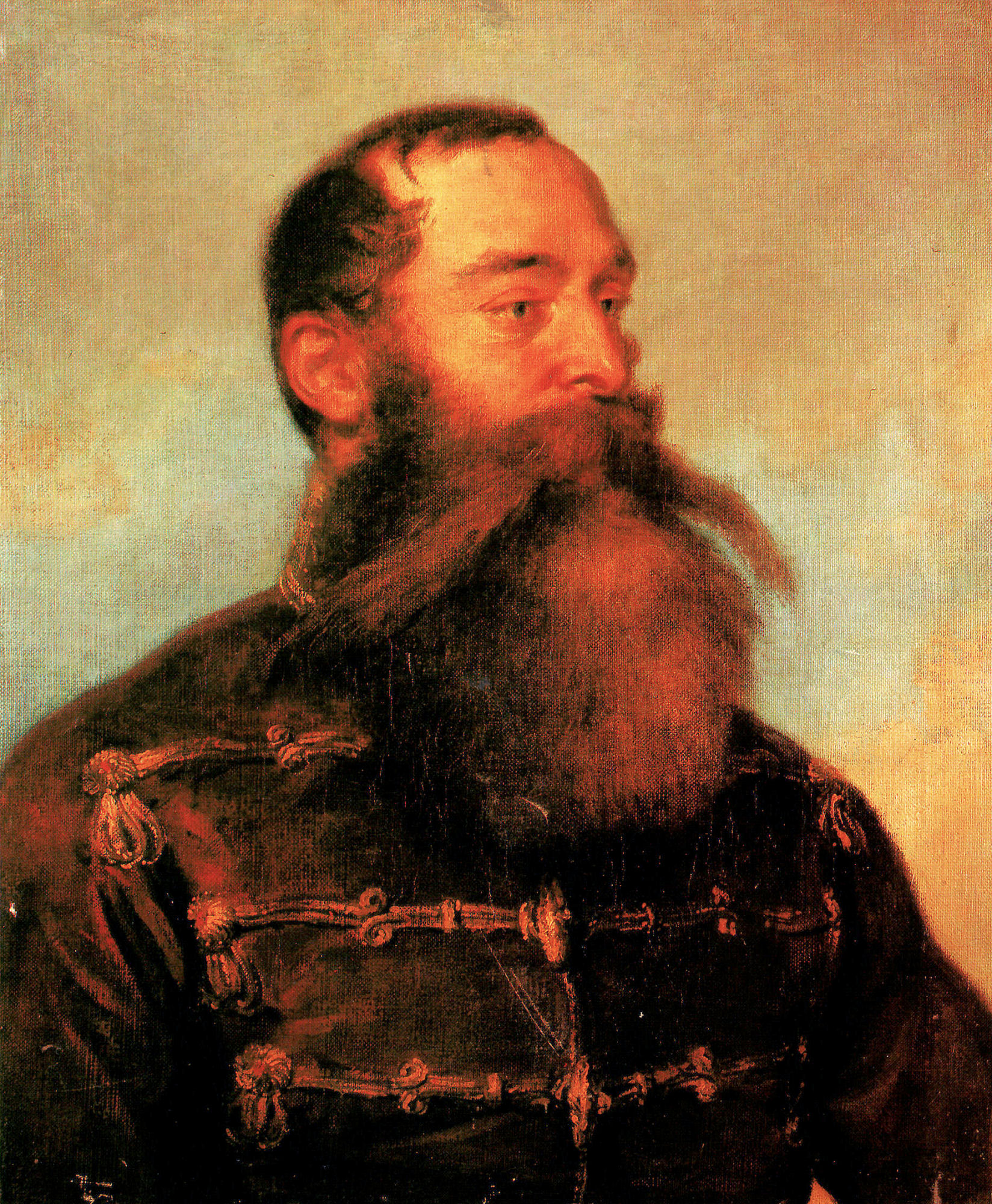
Kmety György Brocky Károly olajfestményén

Először Kmetyt küldte a vízvédmű ellen, azzal a céllal, hogy felgyújtsa. Kmety hiába vitte magával két hatfontos lövegén túl két, harcokban edződött délvidéki honvédzászlóalját, a 10.-et és a 33.-at, eredményt nem tudott elérni, és maga is megsebesült. A támadás kudarca nyilvánvalóvá tette, hogy a vár gyors bevételére nincs remény.

### Ostromtüzérség működése
Görgei levelet írt Guyon Richárdnak, hogy Komáromból küldjön ostromlövegeket Buda alá. Guyon útnak is indított négy huszonnégy fontos és egy tizennyolc fontos ágyút május 6-án, amelyek május 8-án meg is érkeztek. Közben Görgei elrendelte a Naphegyen egy réstörő és egy leszerelő ütegállás kiépítését. Az ütegállások 14-én lettek készen, és a 15-éről 16-ára virradó éjszaka vontatták be ide a lövegeket.
Míg tehát az ostromtüzérség utazása és beállítása zajlott, az ostromlók és ostromlottak között rendszeresek voltak az összecsapások. Május 5-én Kmety ismét megközelítette a vízvédművet, azonban Hentzi elkezdte bombázni a Vízivárost, mire a magyarok visszavonultak. Május 11-én Hentzi elrendelt egy kitörést a vízivárosi osztrák sebesültek és betegek kimentésére. Ez az első roham visszaverése után másodjára sikerült is.

### Az első roham

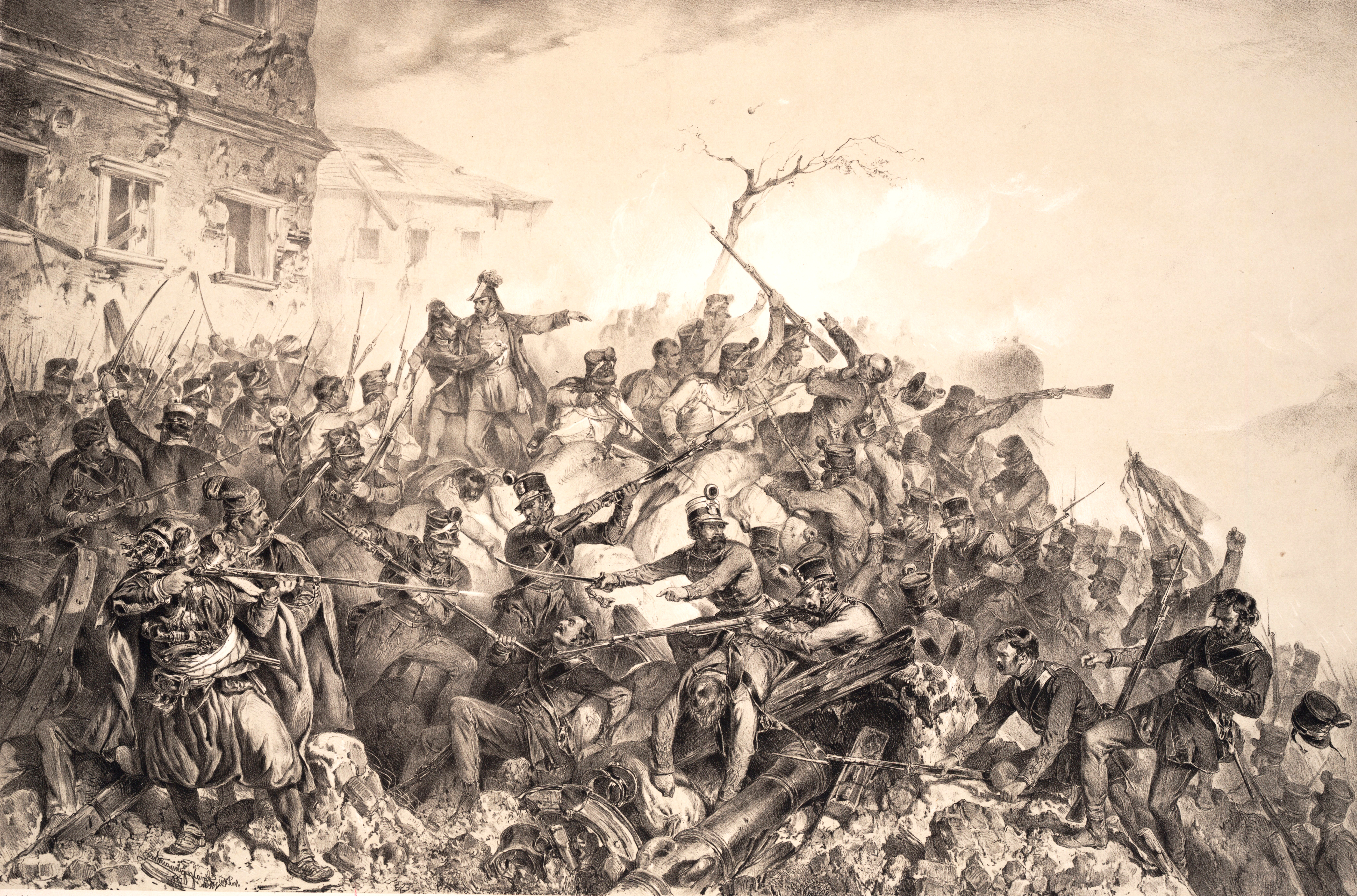
Josef Anton Strassgschwandtner: Hentzi megsebesülése 1849. május 24-én (litográfia)

Május 16-án az ostromlövegek megkezdték a falak lövését, és sikerült rést nyitniuk a falon. Görgei május 17-éről 18-ára virradó éjjel erőszakos felderítést rendelt el, amely kellő eredmények mellett rohamba mehet át, azonban a támadás kudarcba fulladt, a rés nem volt elég nagy, a honvédek létrái rövidek voltak és a terep is akadályozta őket a mozgásban. A kudarc után Görgei elrendelte, hogy éjjelente 4-4 század nyugtalanítsa a védőket (Kmety csapataiból kettő).

### A döntő roham

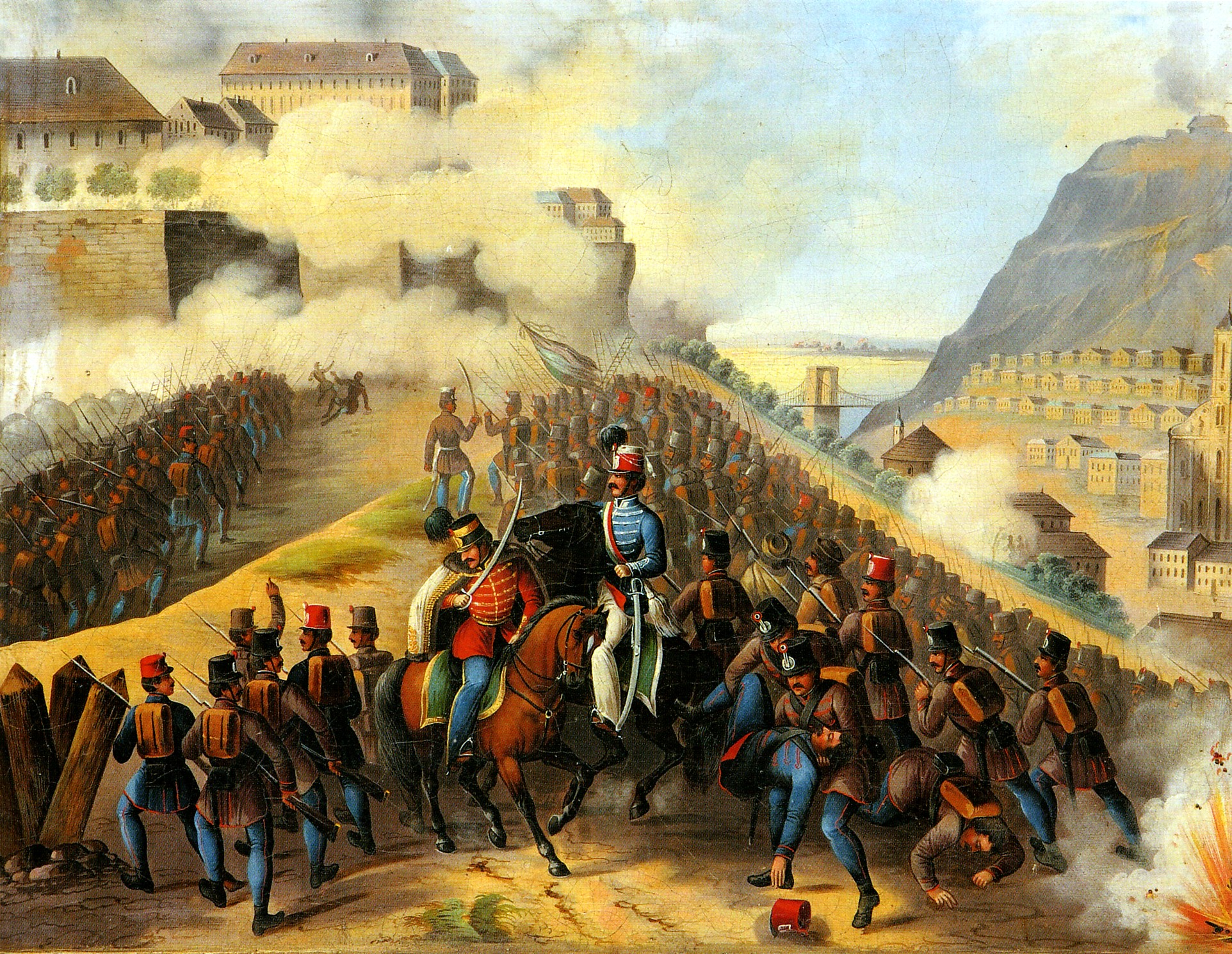
Buda ostroma 1849-ben. Ismeretlen művész olajfestménye

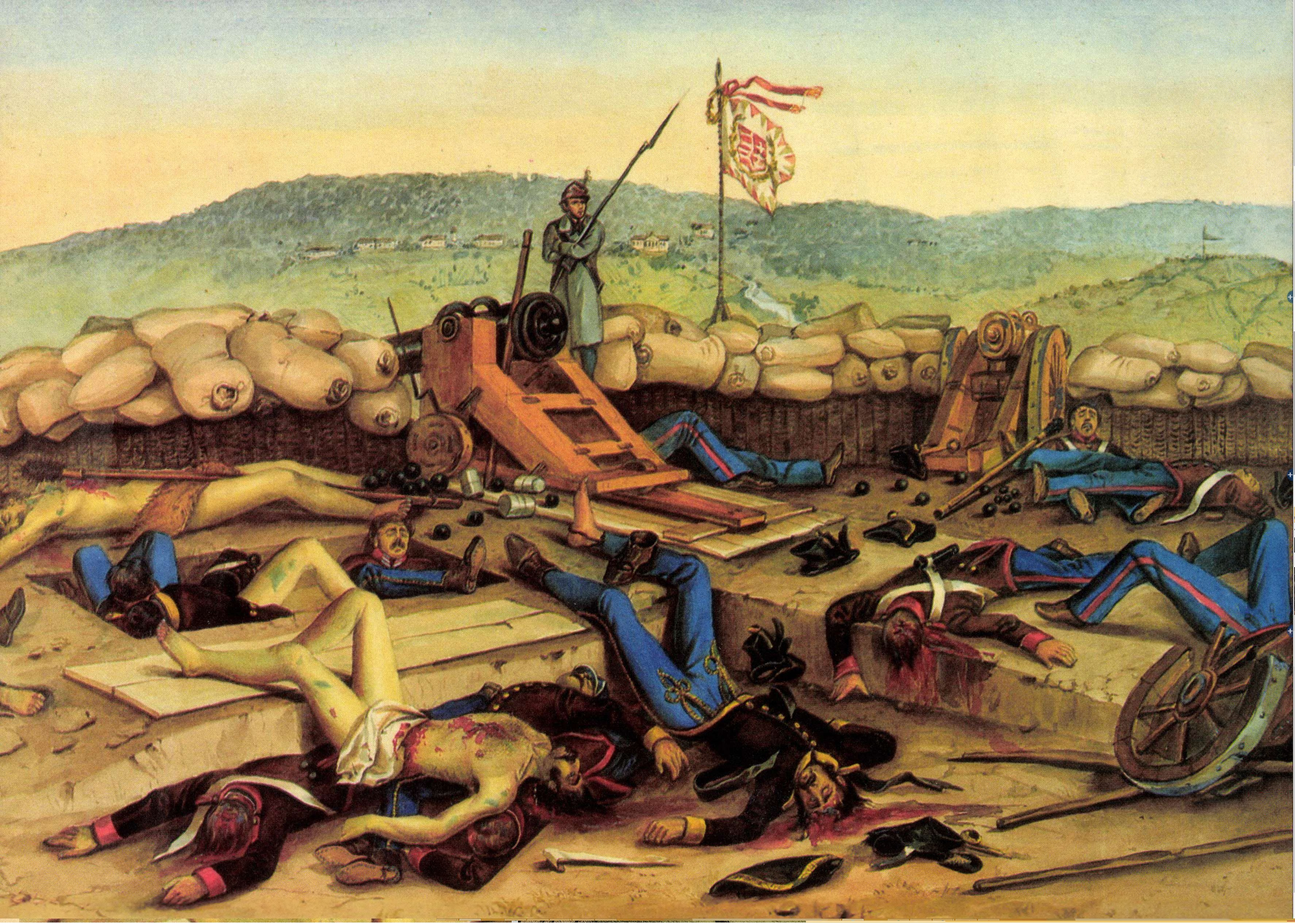
Buda várának felszabadítása után

A döntő roham május 21-én hajnali három órakor indult, miután valamennyi löveg össztüzet adott a várra. A rés ellen az I. hadtest csapatai indultak támadásba, a II. hadtest délről, a III. hadtest északról támadott, Kmety pedig a vízvédművet foglalta el. A támadás nehezen indult, de később a magyarok sikeresen behatoltak a várba. Hamarosan elfoglalták a Ceccopieri-zászlóalj védte várkertet, de miután az ellenük harcoló magyarok erősítést kaptak, az olasz katonák rögvest megadták magukat. A győztes honvédek zászlaját, a Zala vármegyei 47. honvédzászlóalj tagja lebesbényi Püspöky Grácián (1817-1861), honvéd hadnagy, tűzte ki elsőként a visszafoglalt budai várra. A vár reggel hétkor már az ostromlók kezén volt és Hentzi is elesett a védelem során. A zalai 47. honvédzászlóaljhoz tartozó hertelendi és vindornyalaki Hertelendy Kálmán honvéd százados lőtte meg. Az összecsapásban 368 magyar lelte halálát, és kb. 700-an sebesültek meg.

### Elesettek

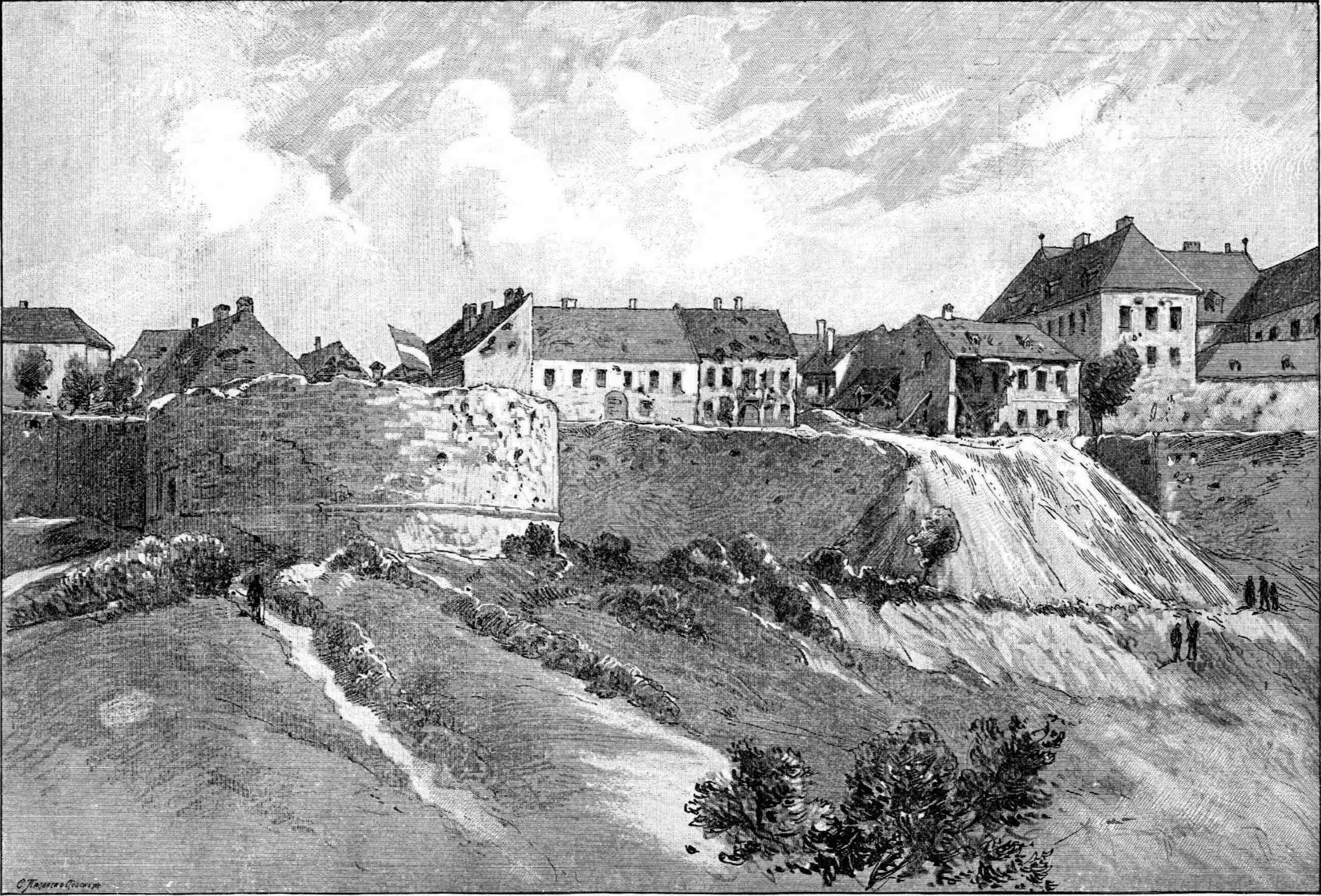
Buda vára az ostrom után

A május 4. és 21. közötti ostrom alatt az osztrák hadsereg négy elsőrendű hadosztályát veszítette el, 710 katona elesett, 4200 fő, köztük 113 tiszt hadifogságba került. A harc 370 magyar honvéd életét követelte, és 670-en sebesültek meg.

### Összegzés
A budai vár bevétele megkoronázta a dicsőséges tavaszi hadjáratot, így 1849. május 21. minden szempontból fordulópontnak bizonyult: pont ezen a napon állapodott meg Ferenc József osztrák császár I. Miklós orosz cárral, 200 000 katona magyarországi bevetéséről. Ugyanakkor az ostrom tizenhét napját sokan elvesztegetett időnek tekintik, mivel a katonai jelentőséggel nem bíró Budavár ostrománál lekötött magyar erők nem tudták további nyomás alatt tartani a tavaszi vereségek nyomán meggyengült császári hadakat.
Azonban akik így vélekednek, azok nincsenek tisztában sem a magyar, sem az osztrák hadsereg akkori helyzetével. Az osztrák hadsereg morálja kétségkívül meggyengült a vereségek hatására, ugyanakkor a tavasz folyamán mindannyiszor rendezetten hagyta el a csateret, egyszer sem sikerült megtörni őket. A Görgey rendelkezésére álló haderő az 1849. április 25-i hadrend adatai szerint 27 826 fő 107 löveggel, míg az osztrák erők 1849. május 1-én kelt hadrendje szerint, Jelačić Buda környékén maradt hadtestét nem számítva, 75 633 főből és 237 lövegből álltak. Ha ebből a számból levonjuk a betegeket, szabadságoltakat és elvezényelteket, akkor az osztrákok még mindig 54 443 fővel rendelkeztek, vagyis 2:1 arányú számbeli fölényben voltak a magyar hadsereggel szemben.
Ugyanakkor a magyar hadsereg a tavaszi hadjárat végére elhasználta a tartalékait, és az utánpótlás csak lassan csordogált. A tüzérség nagyjából minden lőszerét felhasználta, és egyelőre nem kapott utánpótlást. Ekkorra sok katonának tönkrement a bakancsa, és tartalék lábbelikből sem volt elég. Görgey és tábornokai (elsősorban Klapka) úgy gondolták, hogy Buda visszavételével megnyithatják a Dunát mint stratégiai jelentőségű vízi útvonalat, biztosíthatják az utánpótlás megfelelően gyors szállítását egy támadó hadművelethez.
Buda ostromának eredményei:
1. A honvédsereg jelentős készletek birtokába jutott mind fegyverekből, lőszerből, mind élelemből.
2. A Duna mentén előrenyomuló magyar seregek ellátása könnyebbé vált.
3. A hadsereg több mint két hét pihenőhöz jutott, amit újoncozásra, és a készletek feltöltésére fordíthatott.
4. A magyar hadsereg mintegy ötezer fő veszteséget okozott az osztrákoknak.
Buda bevételében politikai szempontok is szerepet játszottak, mert Kossuth a magyar állam nemzetközi elismertetése szempontjából alapvető jelentőségűnek tartotta a főváros felszabadítását, bár később megváltoztatta a véleményét, és a szabadságharc bukása után ő is azt hangoztatta, hogy Buda ostroma csak időpocsékolás volt.
A magyar kormány 1992-ben döntött úgy, hogy az 1849-es ostrom emlékére május 21-én ünnepeljük a Magyar Honvédelem Napját.

## További források
- Várharcok az 1848-49-es szabadságharcban
- Hermann Róbert: Buda bevétele, 1849. május 21.
- Buda bevétele Archiválva 2005. március 13-i dátummal a Wayback Machine-ben
- Dr. Kapronczay Károly: A szabadságharc egészségügye. [2005. január 18-i dátummal az [ eredetiből] archiválva]. (Hozzáférés: 2009. január 27.)
- Zakar Péter. A magyar hadsereg tábori lelkészei 1848-49-ben. [archivált változat]. Budapest: METEM könyvek (1999). Hozzáférés ideje: 2009. január 27. [archiválás ideje: 2019. január 12.]